# Барнаульська ТЕЦ-3
Барнаульська ТЕЦ-3 — теплова електростанція в Алтайському краї Росії.
Діяльність ТЕЦ почалась із запуску в 1977—1978 роках трьох водогрійних котлів типу ПТВМ-100 продуктивністю по 100 Гкал/год, до яких надалі додали ще чотири типу КВГМ-116,3-150 продуктивністю по 100 Гкал/год — в 1987, 1989, 1992 та 1994. Крім того, в 1995-му котельню доповнили двома паровими котлами типу ДЕ-25-14-225ГМ.
Енергетичні котли станції ввели в дію з 1981 по 1986 роки — чотири типу БКЗ-420-140ПТ-2 та один типу БКЗ-420-140Ж, при цьому всі вони мають продуктивність по 420 тонн пари на годину. Від енергетичних котлів живляться три парові турбіни:
- запущена в 1982-му турбіна виробництва Ленінградського металічного заводу типу ПТ-80/100-130/13 потужністю 80 МВт (станційний номер 1);
- дві введені в 1983 та 1986 роках турбіни від Уральського турбінного заводу типу Т-175/210-130 потужністю по 175 МВт (номери 2 та 3).

Таким чином загальна потужність станції становить 430 МВт при тепловій потужності 1450 Гкал/год.
Енергетичні котли ТЕЦ використовують вугілля. Водогрійні первісно запустили на мазуті, а в 1997-му частково перевели на газ (надходить до регіону по газопроводу Новосибірськ — Барнаул). 
Для видалення продуктів згоряння призначені два димарі заввишки 150 і 230 метрів.
Видача продукції відбувається під напругою 110 кВ.